# Schenkelia
Schenkelia Lessert, 1927 è un genere di ragni appartenente alla famiglia Salticidae.

## Etimologia
Il genere è stato denominato così in onore dell'aracnologo tedesco Ehrenfried Schenkel (1869-1953)

## Distribuzione
Le quattro specie oggi note di questo genere sono diffuse in Africa centrale: due di esse sono endemiche della Guinea.

## Tassonomia
A dicembre 2010, si compone di quattro specie:
- Schenkelia benoiti Wanless & Clark, 1975 — Costa d'Avorio
- Schenkelia gertschi Berland & Millot, 1941 — Guinea
- Schenkelia lesserti Berland & Millot, 1941 — Guinea
- Schenkelia modesta Lessert, 1927[2] — Congo, Tanzania